# Социална еволюция
Социалната еволюция е поддисциплина на еволюционната биология, която се отнася до социалното поведение, т.е. тези поведения, които имат последици на „годност“, „добро състояние“ за индивидите, различни от деятеля/ „актьора“. Социалните поведения могат да бъдат категоризирани според социалната годност, към която те водят или за деятеля или за реципиента.
- Взаимополезно – социално поведение, което увеличава преките положителни резултати, както за деятеля, така и за реципиента.
- Егоистично – поведение, което увеличава преките положителни резултати за деятеля за сметка на реципиента.
- Алтруистично – поведение, което увеличава преките положителни резултати за реципиента, но деятелят претърпява загуби.
- Злостно – поведение, което намалява преките положителни резултати, както на деятеля, така и на реципиента

Тази класификация е предложена от У. Д. Хамилтън. Той предполага, че естественият подбор предпочита взаимноизгодното или егоистично поведение. Това разглеждане на Хамилтън е имало за цел да покаже как естественият подбор може да обясни алтруизма и злобата.
Социалната еволюция също често се смята (по-специално, в областта на социалната антропология) като развитие на социалните системи и структури .
Социална еволюция е и заглавието на една съществена като значение книга на Бенджамин Кид.